# Nalzen

Nalzen este o comună în departamentul Ariège din sudul Franței. În 1 ianuarie 2022 avea o populație de 112 de locuitori.